# Statistiques et records de la Juventus Football Club
(Statistiques mises à jour le 5 avril 2013)

La Juventus Football Club est un club turinois de football fondé en 1897 et qui évolue actuellement en Série A, le plus haut niveau des championnats italiens.
Le club joue des matchs officiels en championnat depuis 1900 et a toujours évolué en première division du championnat depuis la création de la Série A en 1929 (à l'exception de la saison 2006-07).
Cet article traite ici des différentes statistiques et des différents records engendrés par le club de la Juventus, ainsi que des records engendrés et distinctions remportés par ses joueurs.

## Meilleurs buteurs de la saison
Depuis la création de la Lega Calcio Série A :
|    | Nom du joueur        | Saison  | Buts marqués |
| -- | -------------------- | ------- | ------------ |
| 1  | Ferenc Hirzer        | 1925–26 | 35           |
| 2  | Felice Borel         | 1932–33 | 29           |
| 3  | Felice Borel         | 1933–34 | 31           |
| 4  | Giampiero Boniperti  | 1947–48 | 27           |
| 5  | John Hansen          | 1951–52 | 30           |
| 6  | John William Charles | 1957–58 | 28           |
| 7  | / Omar Sívori        | 1959–60 | 27           |
| 8  | Roberto Bettega      | 1979–80 | 16           |
| 9  | Michel Platini       | 1982–83 | 16           |
| 10 | Michel Platini       | 1983–84 | 20           |
| 11 | Michel Platini       | 1984–85 | 18           |
| 12 | David Trezeguet      | 2001–02 | 24           |
| 13 | Alessandro Del Piero | 2007–08 | 21           |
| 14 | Cristiano Ronaldo    | 2020-21 | 29           |

## Top 10 des plus gros transferts
(Statistiques mises à jour à la fin de la saison 2015-16)

| Classement des 10 transferts les plus chers |              |                 |      |
| Cristiano Ronaldo                           | Real Madrid  | 105 millions €  | 2018 |
| Gonzalo Higuain                             | Napoli       | 90 millions €   | 2016 |
| Gianluigi Buffon                            | Parme        | 54 millions €   | 2001 |
| Pavel Nedvěd                                | Lazio        | 41,2 millions € | 2001 |
| Lilian Thuram                               | Parme        | 35 millions €   | 2001 |
| Paulo Dybala                                | Palermo      | 32 millions €   | 2015 |
| Emerson                                     | AS Roma      | 28 millions €   | 2004 |
| Alex Sandro                                 | Porto        | 26 millions €   | 2015 |
| Marco Di Vaio                               | Parme        | 26 millions €   | 2002 |
| Marcelo Salas                               | Lazio        | 25 millions €   | 2001 |
| Felipe Melo                                 | Fiorentina   | 25 millions € 1 | 2009 |
| Diego                                       | Werder Brême | 24,5 millions € | 2009 |

## Liste des joueurs de laJuveayant gagnés toutes les compétitions majeures de L'UEFA
| Joueur          | Ligue des Champions (C1) | Coupe des Coupes (C2) | Coupe de l'UEFA (C3) | Supercoupe d'Europe | Coupe Intercontinentale |
| --------------- | ------------------------ | --------------------- | -------------------- | ------------------- | ----------------------- |
| Gaetano Scirea  | 1984-85 - Juventus       | 1983-84 - Juventus    | 1976-77 - Juventus   | 1984 - Juventus     | 1985 - Juventus         |
| Antonio Cabrini | 1984-85 - Juventus       | 1983-84 - Juventus    | 1976-77 - Juventus   | 1984 - Juventus     | 1985 - Juventus         |
| Stefano Tacconi | 1984-85 - Juventus       | 1983-84 - Juventus    | 1989-90 - Juventus   | 1984 - Juventus     | 1985 - Juventus         |
| Sergio Brio     | 1984-85 - Juventus       | 1983-84 - Juventus    | 1989-90 - Juventus   | 1984 - Juventus     | 1985 - Juventus         |

## Annexe